# Joaquín Belda
Joaquín Belda Carreras (Cartagena, 5 de octubre de 1883-Madrid, 22 de mayo de 1935) fue un periodista, novelista y humorista español.

## Biografía
Novelista muy hábil y poseedor de una gran vis cómica, se dedicó, al margen de sus estudios de filosofía, casi en exclusiva al género de la novela erótica popular. Por eso los críticos de su obra —Julio Cejador, Eugenio G. de Nora— lamentaron siempre que dedicase su notable talento a un género que no daba más de sí; él mismo declaró que no se tomaba en serio el género erótico, como por el contrario sí hacía Felipe Trigo, que intentaba explicar de forma naturalista los hechos y denunciar socialmente los mismos. Sin embargo, con su despreocupado humorismo, Joaquín Belda fue muy popular y entre 1909 y 1930 pocos escritores españoles vendieron más ejemplares de sus novelas que él; la obra de Joaquín Belda fue muy extensa: novelas, relatos cortos, artículos y pequeñas piezas teatrales (casi siempre escritas en colaboración), sobre todo. Tradujo las Memorias de La Bella Otero escritas por Madame Valmont al dictado de la propia Carolina Otero y algunas novelas policíacas: ¿Quién disparó? o El cadáver en la cocina, pero siempre con el mismo tono jocoso, cercano a la parodia.
Alcanzó la popularidad directamente con su primera novela, titulada La suegra de Tarquino; de ella dijo el número 712 de Gedeón (18-7-1909):

La aparición de La suegra de Tarquino,..., puede y debe señalarse como un verdadero fenómeno en nuestro mundillo literario.

Y en la revista Por esos Mundos, número 201 de octubre de 1911, el crítico y novelista José Francés escribe: "Hace dos años J. Belda era totalmente desconocido... Hoy día figura entre los primeros humoristas españoles... ¿En virtud de qué medios ha conseguido tan rápidamente la popularidad?. Bastó su primer libro La suegra de Tarquino". Además, para alguien tan autorizado como Álvaro Retana, era el mejor novelista erótico español. Falleció el 22 de mayo de 1935 en Madrid.

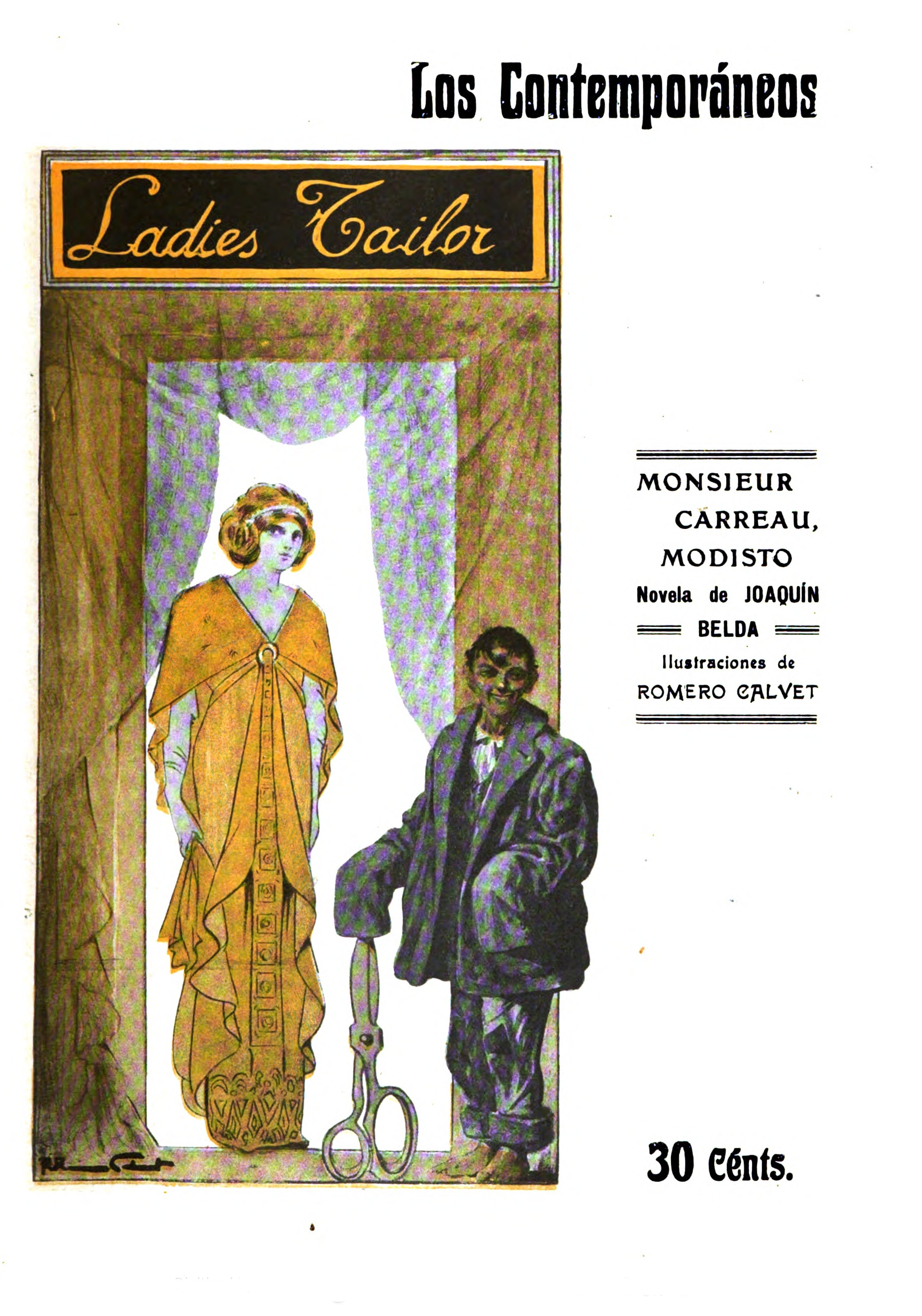
Monsieur Carreau, modisto (Los Contemporáneos, 1912)

Como periodista colaboró en revistas como Bromas y Veras. Semanario agridulce, órgano del «Trust de la Sinceridad Española» (1932-1933), donde tuvo reservada la sección titulada «Incongruencias». Se dedicó en especial a la novela corta, que publicó en las popularísimas revistas de anteguerra: Los Contemporáneos, El Cuento Galante, El Libro Popular, La Novela de Bolsillo, La Novela de Hoy o La Novela Corta. Tuvo en Blanco y Negro una sección propia llamada "Filosofía barata" y escribió muchas narraciones cortas para el suplemento literario Los Lunes de El Imparcial. También publicó en la revista Prometeo, en la quincenal de arte y crítica Ideas y Figuras, en Nuevo Mundo, en El Cuento Semanal, en La Novela Semanal, en Madrid Cómico o en el periódico Los Hombres Libres, que tenía como gerente a Artemio Precioso, para quien trabajó como escritor exclusivo en La Novela de Hoy. Por ejemplo, en El sultán de Recoletos, novela corta publicada en 1923, cuenta la triste vida de una joven vasca, Chichita Aranguren, que abandona a los catorce años su ciudad natal de Bilbao para ir a prostituirse a Madrid. Allí se encuentra un día con un hombre, Paco Zambrana, que decide retirarla del oficio y encerrarla en una torre de marfil para evitar que reemprenda sus actividades profesionales; pero eso disgusta a la chica, que se ha aficionado al libertinaje. La historia es dramática, pero Belda la narra en tono ligero y humorístico, en deliberado contraste con el trasfondo de la historia, con la que, por ejemplo, Felipe Trigo habría hecho algo más dramático. 
La ideología de Belda es, sin embargo, liberal y moderadamente anticlerical, como en su obra Los nietos de San Ignacio:

El padre Clavel no era un patán como aquel hermano Pedrells que: había ingresado en la Compañía para comer caliente todos los días del año, ni un sexual como el padre Macario, que se tomaba al día cuatro cajas de rapé y tenía relaciones con la confitera gorila de la calle de los Portales, ni un caso patológico como el del padre Gambola, que gozaba con espasmos sádicos martirizando a los chicos más débiles y enfermizos, teniéndolos de pie días enteros, y viéndolos temblar de miedo por las noches en la soledad de un corredor... Era un hombre bueno y un alma noble, y los chicos, que adivinaban esto casi por instinto, le querían como el reo quiere al defensor, y al llamarle padre le daban un sentido carnal a la palabra, que al aplicarla a Gambola, por ejemplo, se les atravesaba siempre en la boca como una raspa de bacalao
(J. Belda, Los nietos de San Ignacio)

Por eso y por su vinculación al republicano Artemio Precioso, el dictador Miguel Primo de Rivera mandó perseguir y procesar a éste y a los escritores que trabajaban para él, incluido Belda. Eugenio G. de Nora escribe sobre él lo siguiente:

Aprovechando con el mismo despreocupado cinismo la más total indiferencia por los valores éticos y artísticos como por los históricos, bien carnavelescas «evocaciones» del mundo antiguo «greco-romano», bien recargadísimos cuadros del hampa burdelaria o teatralera contemporánea, Belda urde fábulas completamente inverosímiles, cuya única finalidad parece ser el provocar la carcajada grosera, el regüeldo sexual. Apenas pueden recordarse, en el fácil amontonamiento de sus libros (pues fue escritor de cierta fecundidad), algún rasgo aislado de gracia, algún fragmento informado de un sentido aceptable del humor, alguna obra (El pícaro oficio, 1914) cuyo peso específico literario sobrenade en el agua de borrajas de la pornografía mercantil.

## Obras

### Narrativa
- Memorias de un buzo, (1903)
- La suegra de Tarquino. Novela de malas costumbres romanas (1909)
- ¿Quién disparó? (1909)
- Memorias de un suicida (1910)
- Saldo de almas (novela psicológica) (1910)
- La farándula (1910)
- No hay burlas con el casero (1910)
- La piara (1911)
- Alcibíades club (1912)
- El pícaro oficio (1912)
- Una mancha de sangre (1913)
- Quién disparó...? Husmeos y pesquisas de Gapy Bermúdez (1914)
- La Coquito (1915)
- Fifí Lupiañez se casa. (1915).
- Aquellos polvos (1916)
- Más chulo que un ocho (1917)
- Las noches del Botánico (1917)
- Las chicas de Terpsícore (1917)
- Los secretos del mar: Novela inédita (1917)
- Un Van-Dyck auténtico (1917)
- Las noches del Botánico (1917)
- El "souper-chotis" (1917)
- La diosa Razón (1918)
- Un riñón de menos (1918)
- La primera salida (1918)
- Traviatismo agudo (1918)
- El compadrito (1920)
- El señor Manzanares (1920)
- La "season" de Bayas (1920)
- Carmina y su novio (1921)
- Un viaje en el"metro" (1921)
- El que paga descansa. Novela inédita (1921)
- Las mujeres de Belda (1921)
- El 132-228 de Jordán (1922)
- Tobilleras (1922)
- El amigo de "la Curri" (1922)
- En el pasillo (1922)
- Mis memorias de una noche (1922).
- Un carnaval divertido: novela inédita (1922)
- El sonrojo en los negros. Novela inédita (1922)
- Los corrigendos (1922)
- Las bodas de oro de mi colegio. Narración (1923)
- Titina, segunda tiple (1923)
- Visca Catalunya! (1923)
- El Sultán de Recoletos (1923)
- El Faro de Biarritz (1924)
- El Palomar (1924)
- ¿Conoce usted al procesado? (1924)
- El bebé de Bernabé (1924)
- Amalia, "la Palo Santo" (1924)
- Una española en México (1925)
- La reina de los Pirineos (1925)
- Alta mar (1925)
- El carnaval en la Habana (1925)
- Las Orejas (1926)
- En el país del Bluff: veinte días en Nueva York (1926)
- Una representación de Fausto (1927)
- Treinta días sin comer (1928)
- Memorias de una máscara: El carnaval en Niza (1928)
- La Traviata en Marsella (1928)
- Vinos de España (1929)
- Se ha perdido una cabeza (1929).
- Me acuesto a las ocho (1930).
- La revolución del 69. Novela comunista (Madrid, Compañía Ibero-Americana de Publicaciones, 1931, 284 p.). Facsímil digital en Biblioteca Virtual de Patrimonio Bibliográfico.
- Máiquez, actor, guerrillero y hombre de amor (1935)
- Función de gala, s. a.
- La bajada de la cuesta, s. a.
- Una mancha de sangre, s. a.
- La feria del amor, s. a.

### Teatro
- De Pinto viene el amor, o, los dados mal tomados: Ordubre en dos bandejas, inspirado en cien comedias de nuestro siglo de Oro, y escrito en verso, o cosa así (1924)